# Diapaga
Diapaga es una ciudad de la provincia de Tapoa, en la región Este, Burkina Faso. A 9 de diciembre de 2006 tenía una población censada de 8400 habitantes.
Se encuentra ubicada cerca del parque nacional de Arli y de la frontera con Níger y Benín.